# 舊制高等學校

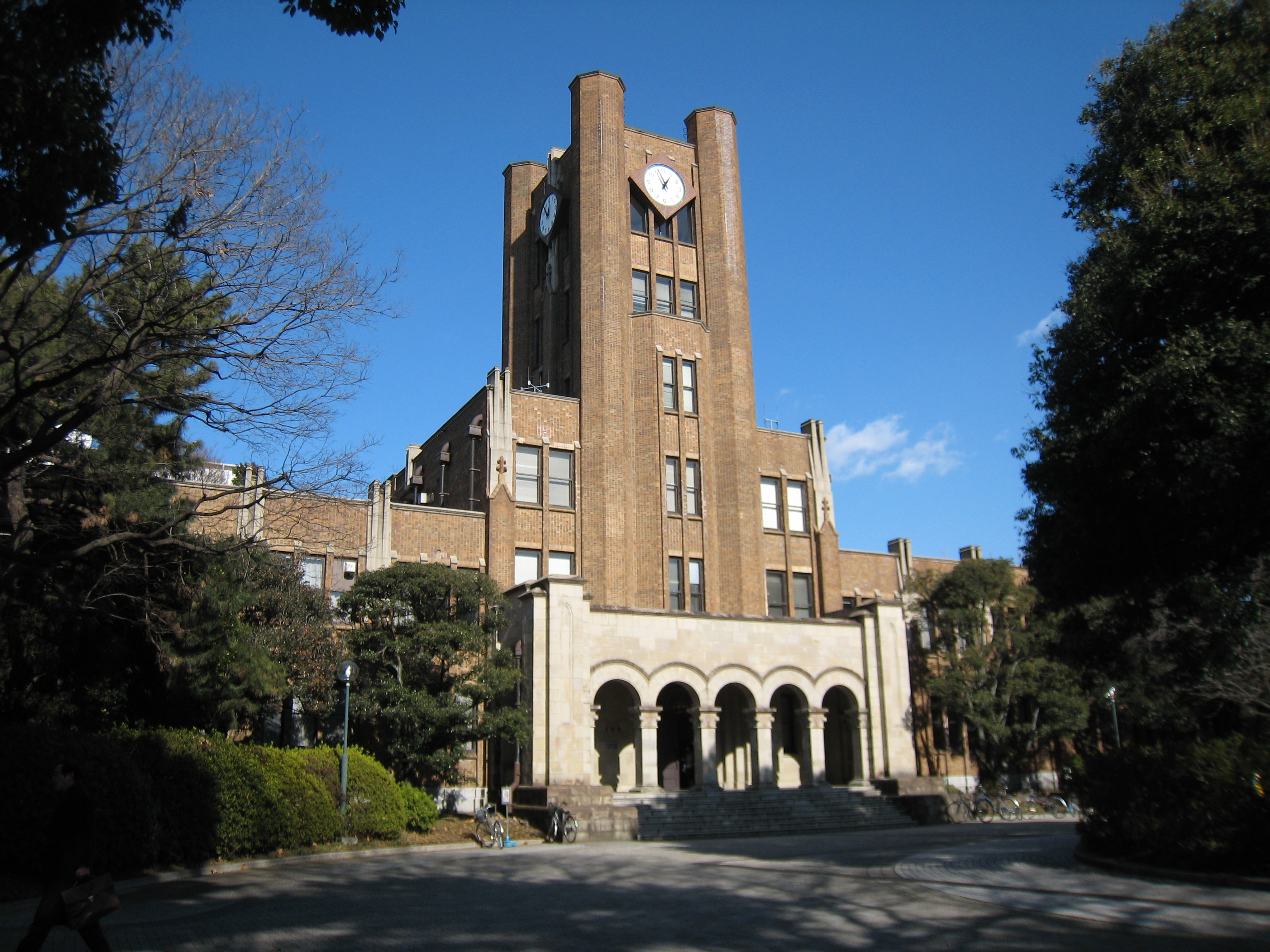
舊制第一高等學校本馆，现为东京大学安田讲堂

舊制高等學校（日语：／ Kyūsei Kōtō Gakkō */?），是指日本在1950年前，依《高等學校令》，強調高等學校作為高等普通教育機構，以完成高等普通教育為目的，充實和加強國民道德教育，教育程度相当于现代日本的高中至大学低年级之间的范围（大学预科）。除國家辦學外，也允許地方和私人辦學。4年制中学毕业生可进入旧制高等学校学习，高等學校分為文理兩科、學習期限均為3年。另外，1918年高等学校令改正后，也曾出现过小学毕业即可入学的七年制的高等学校。除日本本土外，日本也曾在当时的台湾、关东州等地开办旧制高等学校。
因旧制高等学校的毕业生一定能进入帝国大学就读，因此二战结束前，考入旧制高等学校即意味着拥有跨入精英阶层的机会。二战后，经教育改革，旧制高等学校多转换为各大学的教养学部。

## 舊制高等學校一覽

### 3年制

#### 數字學校
| 图片 | 前身校               | 設立年 | 舊制高等學校                 | 新制大學                         | 新制高校         |
| ---- | -------------------- | ------ | ---------------------------- | -------------------------------- | ---------------- |
|      | 第一高等中學校       | →      | 第一高等学校（东京）         | 東京大學教養学部、千叶大学医学部 | 1950年高等科停招 |
|      | 第二高等中學校       | →      | 第二高等学校（仙台）         | 东北大学教养学部、医学部         | 1950年高等科停招 |
|      | 第三高等中學校       | →      | 第三高等學校（京都）         | 京都大學教養部                   |                  |
|      | 第四高等中學校       | →      | 第四高等學校（金澤）         | 金澤大學法文學部・理學部・教養部 |                  |
|      | 第五高等中學校       | →      | 第五高等学校（熊本）         | 熊本大學法文學部・理學部         |                  |
|      | 无                   | 1900   | 第六高等學校（岡山）         | 岡山大學法文學部・理學部・教養部 |                  |
|      | 鹿兒島高等中學造士館 | 1901   | 第七高等學校造士館（鹿兒島） | 鹿兒島大學法文學部・理學部       |                  |
|      | 无                   | 1908   | 第八高等學校（名古屋）       | 名古屋大學教養部                 |                  |

#### 地名學校
| 設立年 | 舊制高等學校 | 新制大學                   |
| ------ | ------------ | -------------------------- |
| 1886   | 山口高等學校 | 山口大學經濟學部           |
| 1919   | 新潟高等學校 | 新潟大學人文學部・理學部   |
| 1919   | 松本高等學校 | 信州大學文理學部           |
| 1919   | 山口高等學校 | 山口大學文理學部           |
| 1919   | 松山高等學校 | 愛媛大學文理學部           |
| 1920   | 水戶高等學校 | 茨城大學文理學部           |
| 1920   | 山形高等學校 | 山形大學文理學部           |
| 1920   | 佐賀高等學校 | 佐賀大學文理學部           |
| 1920   | 弘前高等學校 | 弘前大學文理學部           |
| 1920   | 松江高等學校 | 島根大學文理學部           |
| 1921   | 大阪高等學校 | 大阪大學一般教養部南校     |
| 1921   | 浦和高等學校 | 埼玉大學文理學部           |
| 1921   | 福岡高等學校 | 九州大學教養部             |
| 1922   | 靜岡高等學校 | 靜岡大學文理學部           |
| 1922   | 高知高等學校 | 高知大學文理學部           |
| 1923   | 姬路高等學校 | 神戶大學教養部（姬路分校） |
| 1923   | 廣島高等學校 | 廣島大學教養部             |
| 1940   | 旅順高等學校 | （廢止）                   |
| 1943   | 富山高等學校 | 富山大學文理學部           |

### 7年制
| 種別 | 設立年 | 舊制高校（7年制）      | 新制大學                                | 新制中學校・高等學校                    |
| ---- | ------ | ---------------------- | --------------------------------------- | --------------------------------------- |
| 官立 | 1921   | 東京高等學校           | 東京大學教養學部                        | 東京大學付屬學校                        |
| 官立 | 1922   | 臺北高等學校           | 台灣省立台北高級中學 → 國立台湾師範大學 | 台灣省立台北高級中學 → 國立台湾師範大學 |
| 公立 | 1923   | 富山縣立富山高等學校   | （廢止）                                | （廢止）                                |
| 公立 | 1926   | 浪速高等學校           | 大阪大學一般教養部北校                  | （尋常科廢止）                          |
| 公立 | 1929   | 府立高等學校（東京府） | 東京都立大學教養部                      | 都立新制高等學校                        |
| 私立 | 1922   | 武藏高等學校           | 武藏大學                                | 武藏中學校・高等學校                    |
| 私立 | 1923   | 甲南高等學校           | 甲南大學                                | 甲南中學校・高等學校                    |
| 私立 | 1925   | 成蹊高等學校           | 成蹊大學                                | 成蹊中學校・高等學校                    |
| 私立 | 1926   | 成城高等學校           | 成城大學                                | 成城學園中學校高等學校                  |

### 其他
學習院的中等科・高等科（現在的學習院高等科・學習院大學）

### 戰後特設高校
| 舊制醫專・齒科醫專             | 戰後特設高校     | 新制大學                             |
| ------------------------------ | ---------------- | ------------------------------------ |
| 日本女子齒科醫學專門學校       | 日本高等學校     | 日本女子衛生短期大學                 |
| 東洋女子齒科醫學專門學校       | 東洋高等學校     | 東洋女子短期大學                     |
| 秋田縣立女子醫學專門學校       | 秋田縣立高等學校 | （1950年閉校，资产并入秋田大學）     |
| 山梨縣立醫學專門學校           | 山梨縣立高等學校 | （1950年閉校、资产并入山梨大學）     |
| 山梨縣立女子醫學專門學校       | 山梨縣立高等學校 | （1950年閉校、资产并入山梨大學）     |
| 德島醫學專門學校               | 官立德島高等學校 | 德島大學                             |
| 福岡縣立醫學齒學專門學校醫學科 | 福岡縣立高等學校 | （1951年閉校，资产并入九州齒科大學） |
| 長崎醫科大學付屬醫學專門部     | 官立長崎高等學校 | 長崎大學                             |

## 關連項目
- 高等教育
- 大學預科
- 舊制高等學校記念館（日语：旧制高等学校記念館）
- 舊制學校（日语：日本の学校制度の変遷）
- 舊制大學（日语：旧制大学） - 帝國大學 - 舊官立大學
- 舊制專門學校
- 高等商業學校（日语：高等商業学校）
- 高等中學校（日语：高等中学校）
- 師範學校
- 戰後特設高校
- 寮歌（日语：寮歌） - 學生寮（日语：学生寮）
- 學制改革（日语：学制改革）
- 新制大學（日语：新制大学） - 教養學部

## 外部連結
- 學制百年史
- 學校系統図表（明治時代～昭和時代）
- 學制百二十年史
- 華麗なる舊制高校巡礼
- 『寮生OBが歌う三高寮歌をお楽しみ下さい』 - 京都大學 吉田寮 同窓会
- 伝統的學生文化の復興と継承のために （页面存档备份，存于）